# Кульчуровська сільська рада
Кульчу́ровська сільська рада (рос. Кульчуровский сельский совет) — муніципальне утворення у складі Баймацького району Башкортостану, Росія. Адміністративний центр — село Кульчурово.

## Населення
Населення — 1670 осіб (2019, 1681 в 2010, 1834 в 2002).

## Склад
До складу поселення входять такі населені пункти:
| Населений пункт           | Населення, осіб (2002) | Населення, осіб (2010) |
| ------------------------- | ---------------------- | ---------------------- |
| Верхньоідрісово, присілок | 443                    | 412                    |
| Кульчурово, село          | 458                    | 429                    |
| Муллакаєво, присілок      | 518                    | 475                    |
| Нижньоідрісово, присілок  | 415                    | 365                    |